# Amphioplus magnificus
Amphioplus magnificus är en ormstjärneart som först beskrevs av Jean Baptiste François René Koehler 1907.  Amphioplus magnificus ingår i släktet Amphioplus och familjen trådormstjärnor. Inga underarter finns listade i Catalogue of Life.